# 練習艦

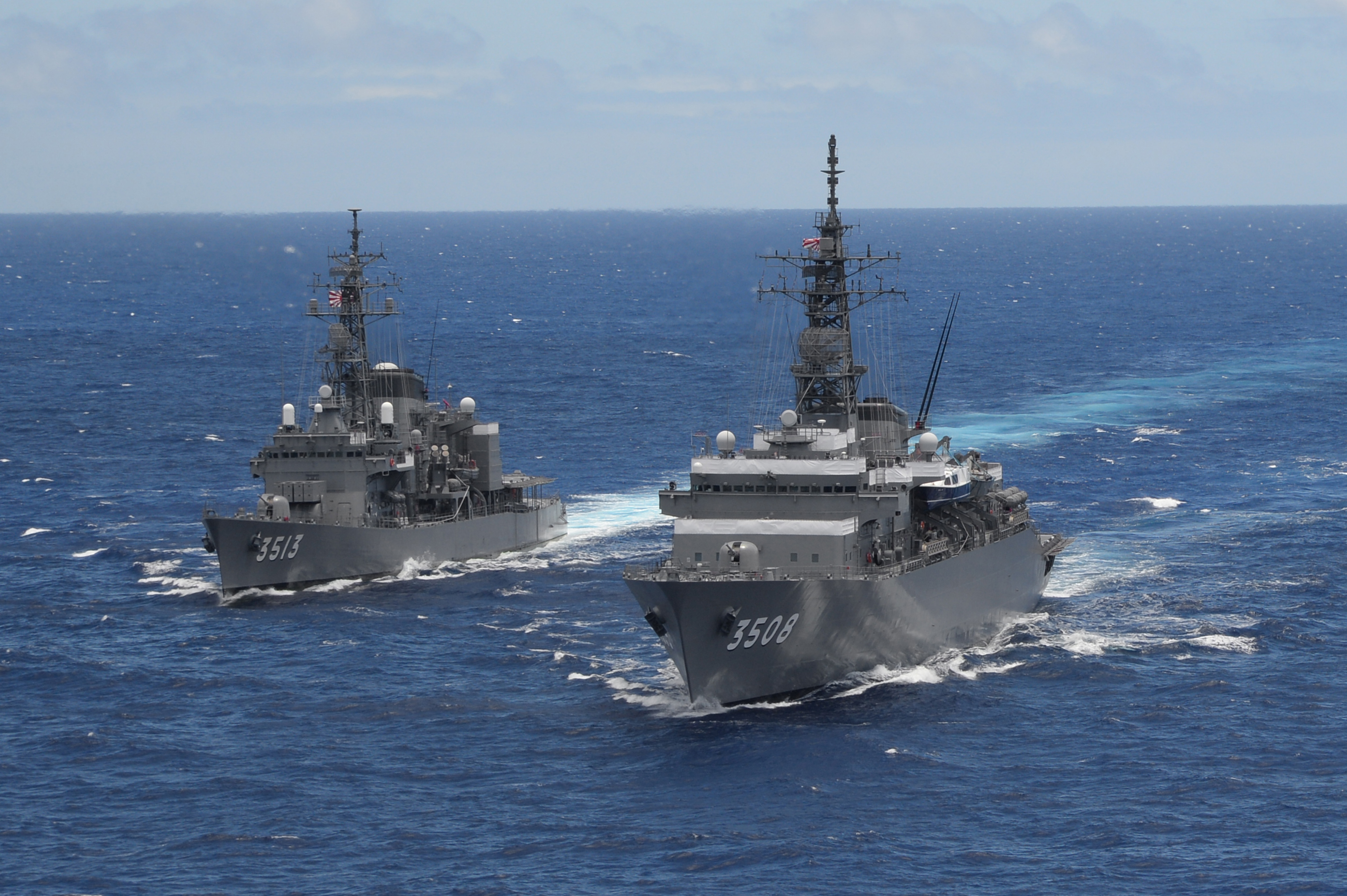
海上自衛隊練習艦「かしま」（右、専用設計艦）、同「しまゆき」（左、護衛艦の転用）

練習艦（れんしゅうかん、英語: Training Vessel）は、海軍において士官教育のため、主として遠洋航海に使用される艦である。
一般的な航海練習船と異なり、兵装の運用に習熟するために通常の艦艇を転用するかそれに準ずる装備を有する艦と、航海術を習得し艦船の乗組員を涵養する航海練習船と同様の艦に分けられる。前者については専任の艦を保有せず、遠洋航海時にのみ他艦艇を転用、もしくは練習艦以外の任務を兼務させる海軍もあり、後者として、練習帆船を保有する海軍も存在する。

## 日本
日本の場合、大日本帝国海軍は当初旧式化した巡洋艦を使用していたが、1930年代後半より香取型練習巡洋艦を建造している。
海上自衛隊は、護衛艦を転用した練習艦と専用の練習艦を保有し、練習艦隊を編成している。当初は退役間近の旧式艦を転用していたが、近年は大綱における定数削減や技術の進展に対する教育効果など考慮し、一線級の艦を転用するようになった。潜水艦は特務艦に分類されていた退役間近の艦を練習潜水艦に分類されるようになった。遠洋航海には、通常練習艦と護衛艦を組み合わせて派遣されている。
海上保安庁は練習船と呼称する巡視船を、海上保安大学校及び海上保安学校でそれぞれ運用している。
なお、海軍の練習用の船であっても、分類上「艦艇」でなく旧海軍で言う「雑役船」に含まれるような場合には「練習船」と称する。海上自衛隊では「支援船」の中の分類として「練習船」（YTE）がある。

## 主な練習艦

### 大日本帝国海軍
- 練習戦艦
  - 比叡：ロンドン海軍軍縮条約により巡洋戦艦の4番砲塔と舷側装甲帯などを撤去
- 練習巡洋艦
  - 香取型（香取、鹿島、香椎）

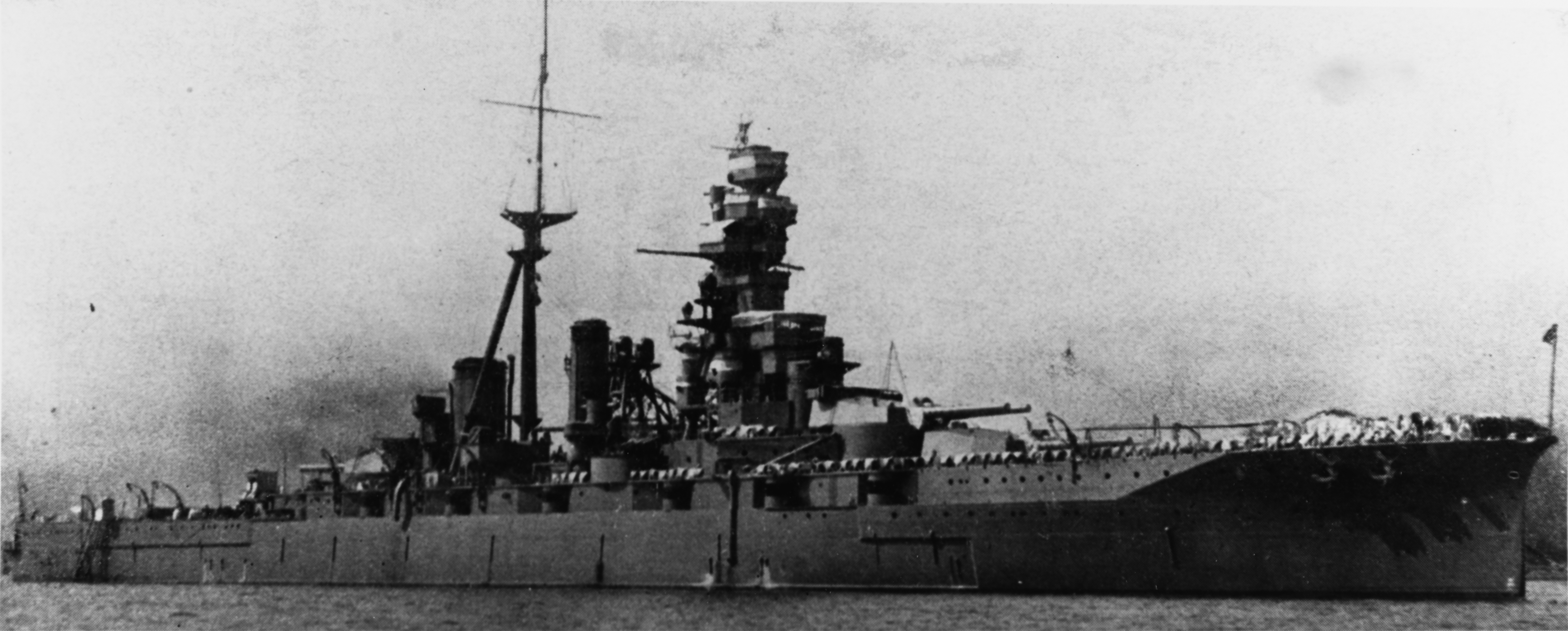
練習戦艦時代の比叡
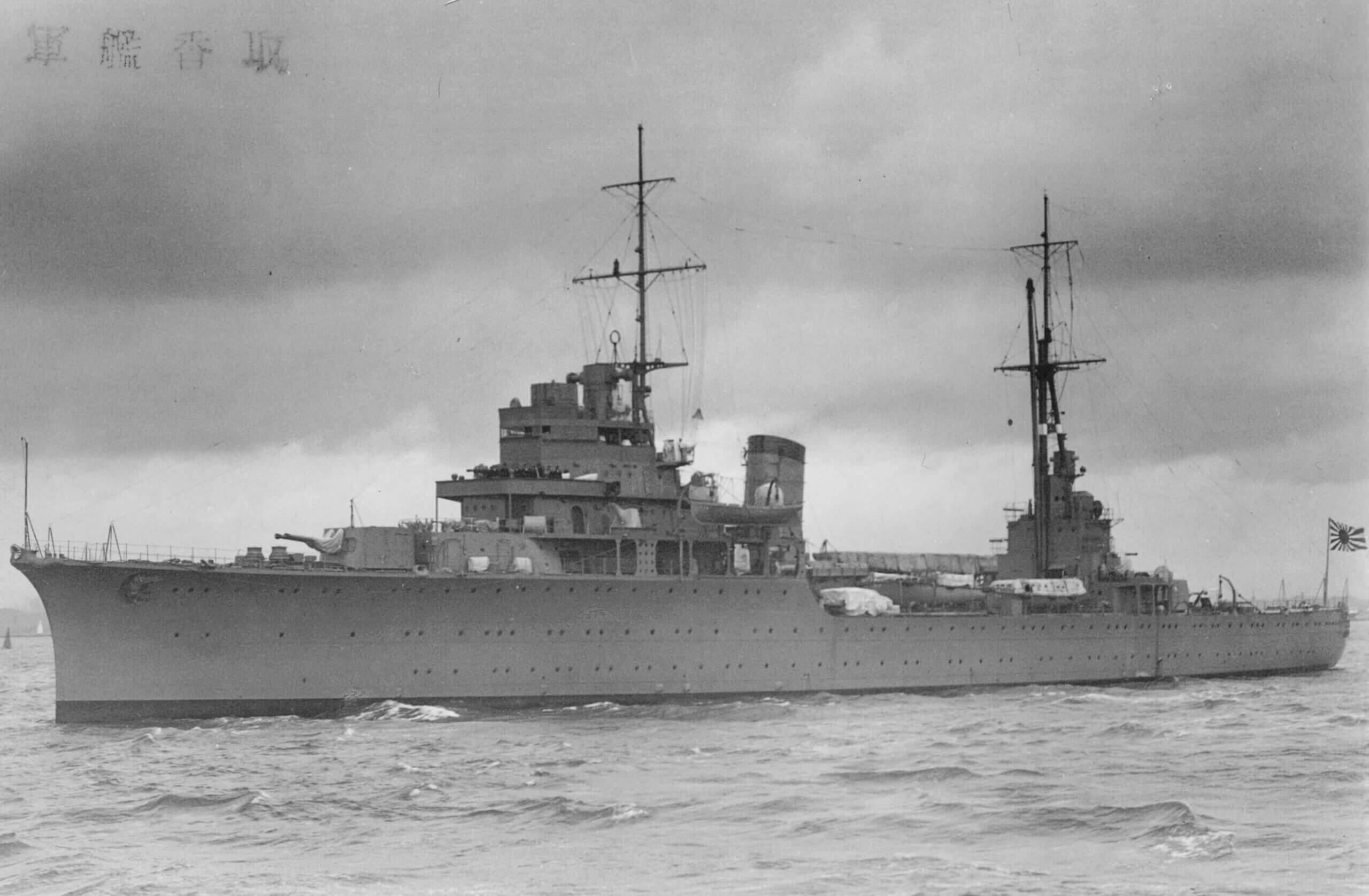
練習巡洋艦　香取

### 海上自衛隊
- 練習艦
  - かとり TV-3501：1969年就役、1998年除籍
  - いそなみ TV-3502 （旧あやなみ型護衛艦 DD-104）1987年除籍
  - しきなみ TV-3503 （旧あやなみ護衛艦 DD-106）1983年種別変更、1987年除籍
  - てるづき TV-3504 （旧あきづき型護衛艦 (初代) DD-162）1987年種別変更、1991年特務艦に種別変更、1993年除籍
  - もがみ TV-3505 （旧いすず型護衛艦 DD-212）1987年種別変更、1991年除籍
  - やまぐも TV-3506 （旧やまぐも型護衛艦 DD-113）1991年種別変更、1995年除籍
  - まきぐも TV-3507 （旧やまぐも型護衛艦 DD-114）1991年種別変更、1995年除籍
  - かしま TV-3508：1995年就役
  - みねぐも TV-3509 （旧みねぐも型護衛艦 DD-116）1995年種別変更、1999年除籍
  - なつぐも TV-3510 （旧みねぐも型護衛艦 DD-117）1995年種別変更、1999年除籍
  - むらくも TV-3511 （旧みねぐも型護衛艦 DD-118）1998年種別変更、2000年除籍
  - あおくも TV-3512 （旧やまぐも型護衛艦 DD-119）1999年種別変更、2003年除籍
  - しまゆき TV-3513 （しまゆき型練習艦、旧はつゆき型護衛艦 DD-133）1999年種別変更、2021年除籍
  - あきぐも TV-3514 （旧やまぐも型護衛艦 DD-120）、2000年種別変更、2005年除籍
  - やまぎり TV-3515 （やまぎり型練習艦、旧あさぎり型護衛艦 DD-152）2004年種別変更、2011年護衛艦籍に復帰、2025年再種別変更
  - あさぎり TV-3516 （やまぎり型練習艦、旧あさぎり型護衛艦 DD-151）2005年種別変更、2012年護衛艦籍に復帰
  - しらゆき TV-3517 （しまゆき型練習艦、旧はつゆき型護衛艦 DD-123）2011年種別変更、2016年除籍
  - せとゆき TV-3518 （しまゆき型練習艦、旧はつゆき型護衛艦 DD-131）2012年種別変更、2021年除籍
  - やまゆき TV-3519 （しまゆき型練習艦、旧はつゆき型護衛艦 DD-129）2016年種別変更、2020年除籍
  - はたかぜ TV-3520 （旧はたかぜ型護衛艦 DDG-171）2020年種別変更、2025年除籍
  - しまかぜ TV-3521 （旧はたかぜ型護衛艦 DDG-172）2021年種別変更

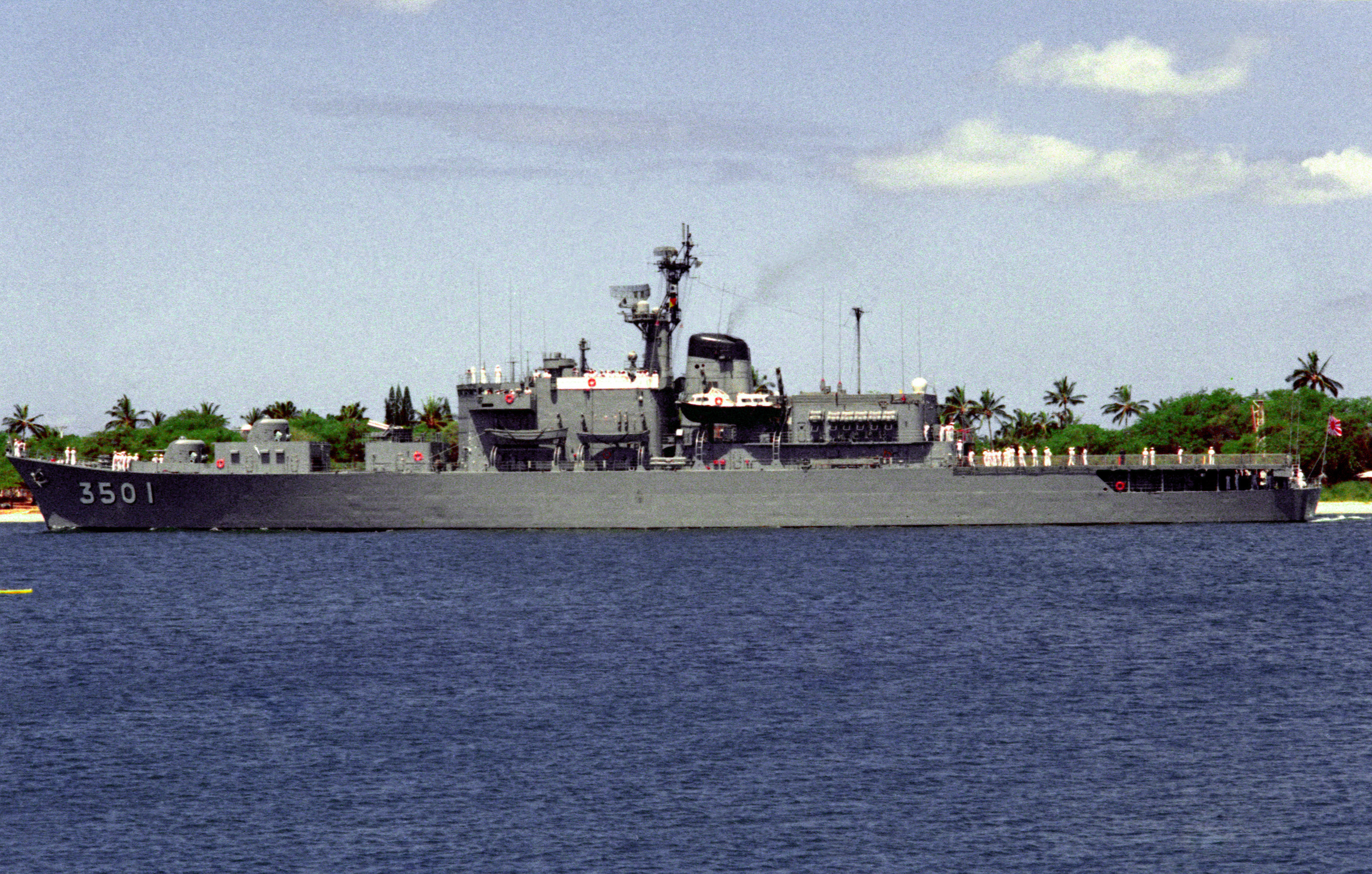
練習艦「かとり」
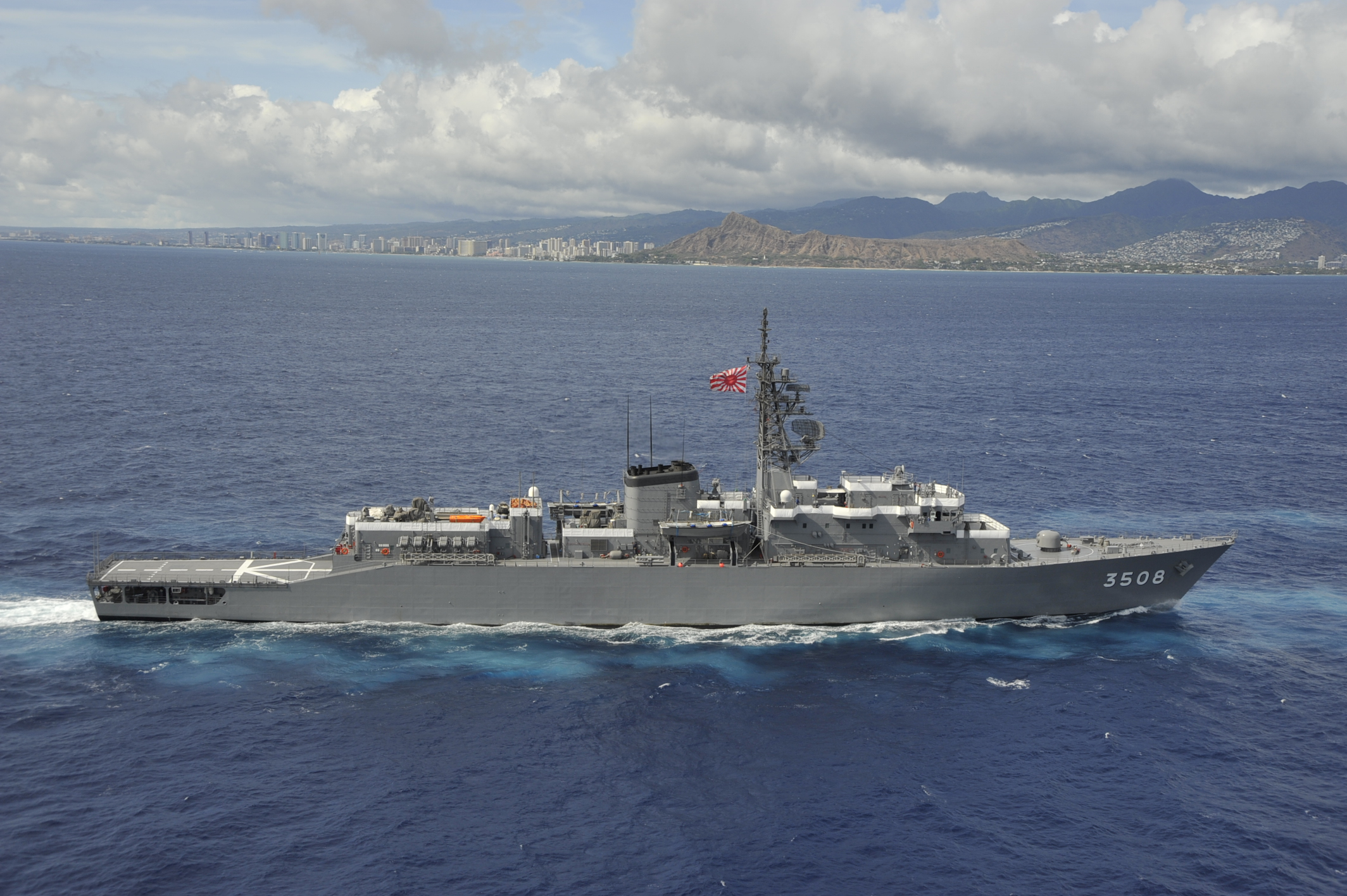
練習艦「かしま」
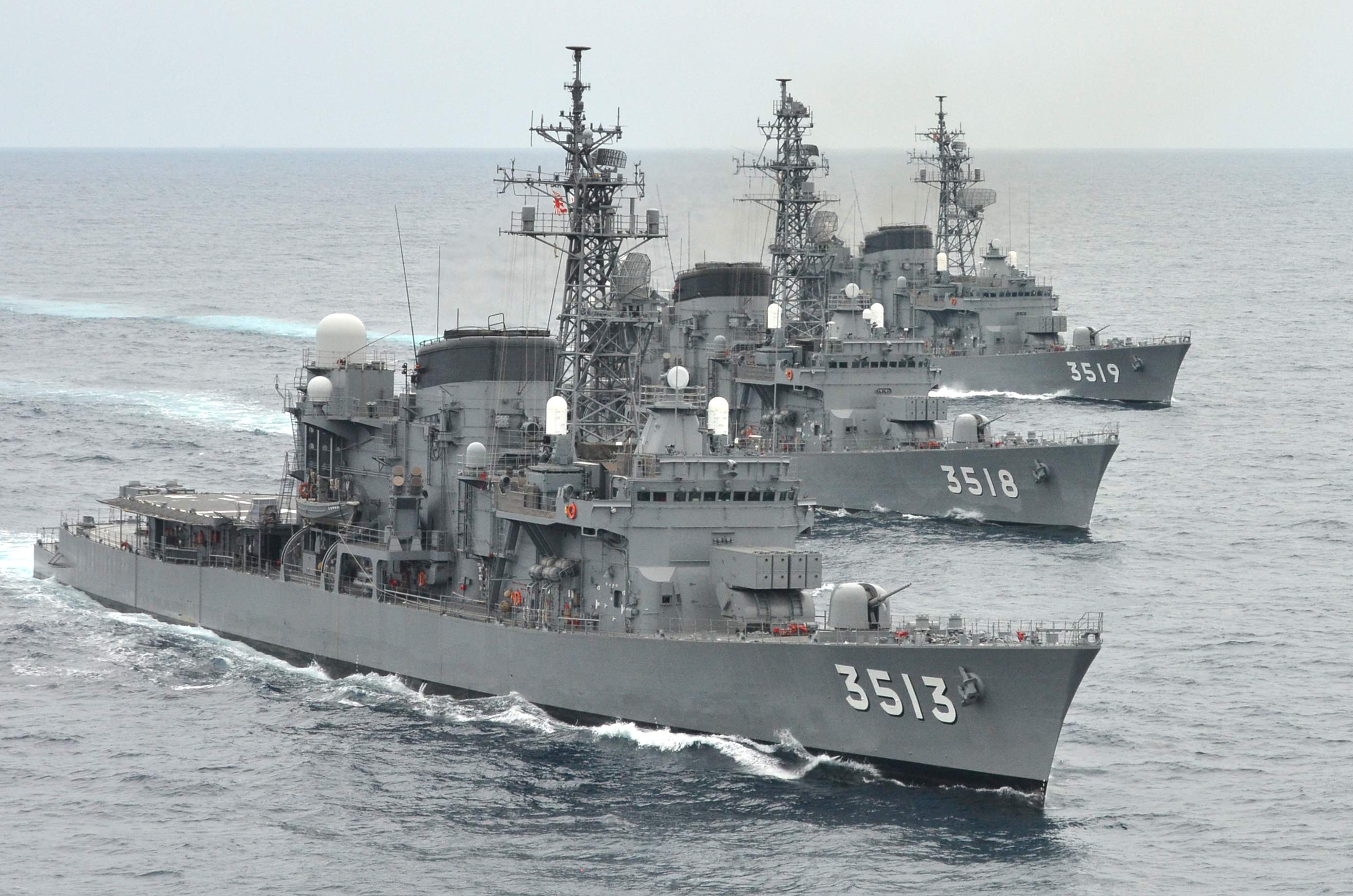
手前から「しまゆき」、「せとゆき」、「やまゆき」
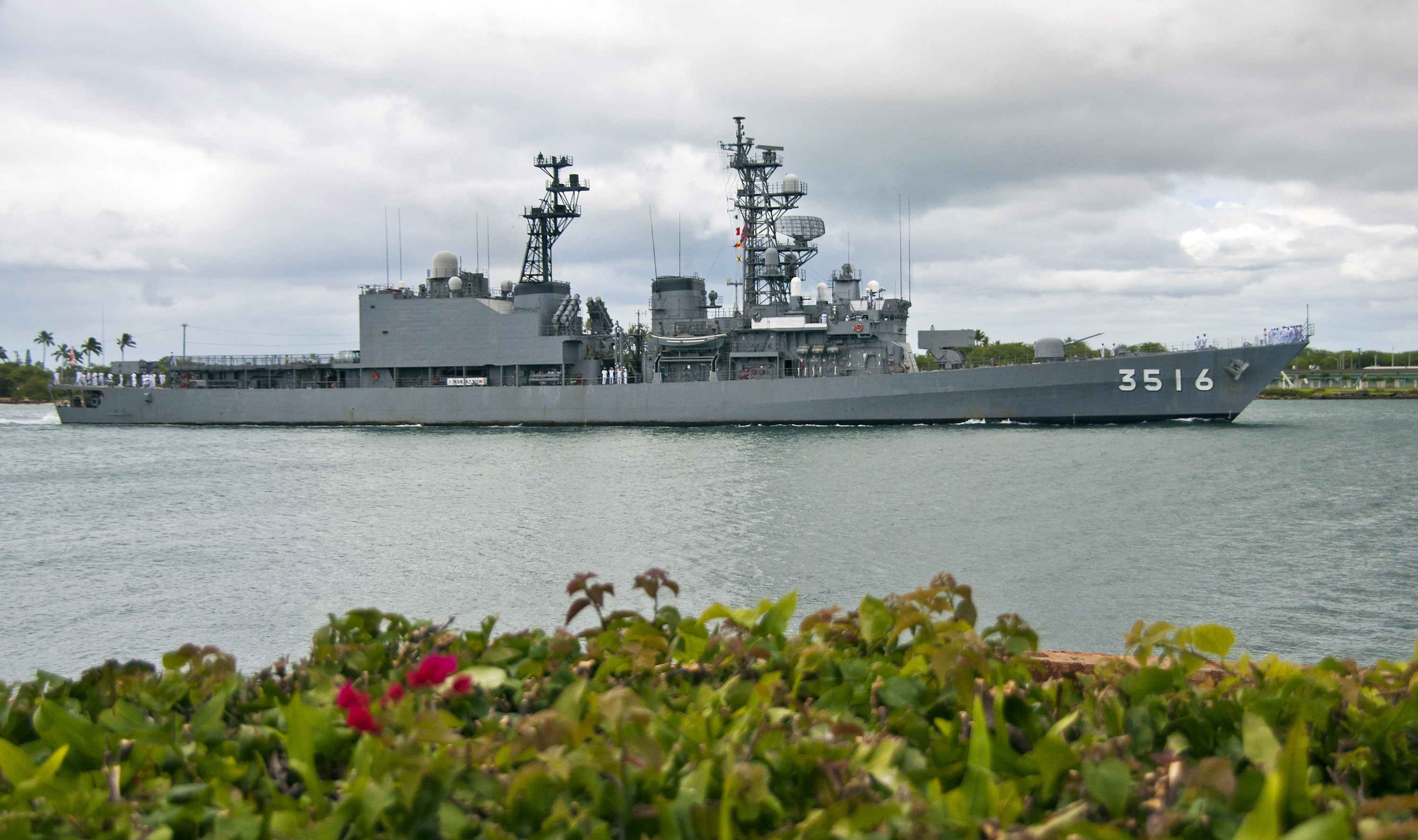
練習艦時代の「あさぎり」
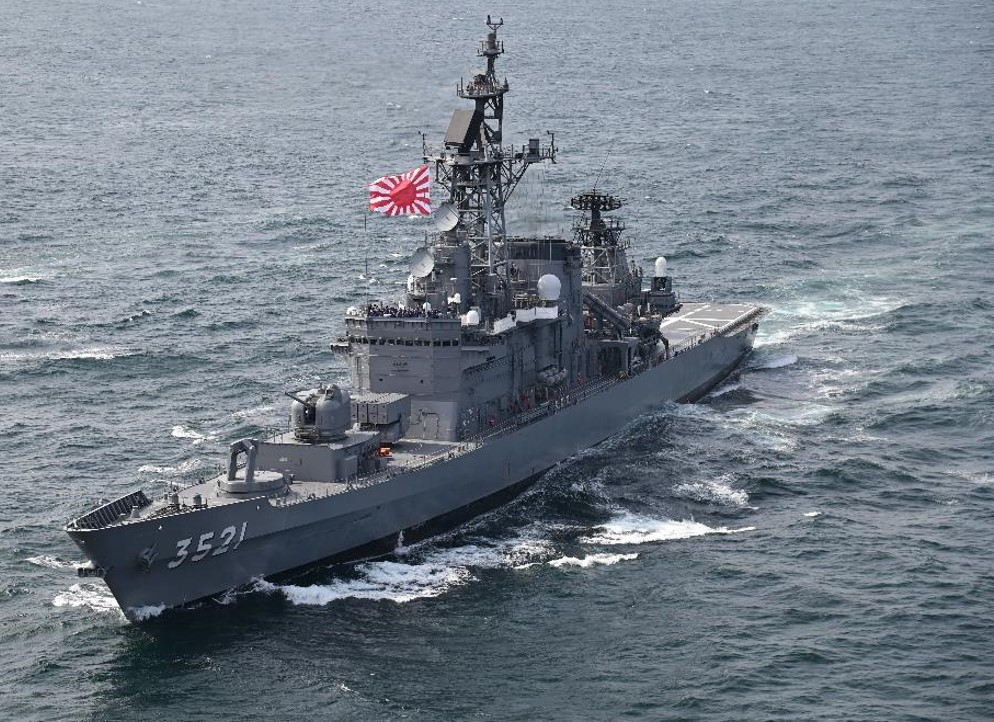
練習艦「しまかぜ」

- 練習潜水艦
  - あさしお TSS-3601（旧はるしお型潜水艦 SS-589）2000年種別変更、2017年除籍
  - せとしお TSS-3602（旧ゆうしお型潜水艦 SS-575）2000年種別変更、2001年除籍
  - おきしお TSS-3603（旧ゆうしお型潜水艦 SS-576）2001年種別変更、2003年除籍
  - はましお TSS-3604（旧ゆうしお型潜水艦 SS-578）2003年種別変更、2006年除籍
  - ゆきしお TSS-3605（旧ゆうしお型潜水艦 SS-581）2006年種別変更、2008年除籍
  - はやしお TSS-3606（旧はるしお型潜水艦 SS-585）2008年種別変更、2011年除籍
  - ふゆしお TSS-3607（旧はるしお型潜水艦 SS-588）2011年種別変更、2015年除籍
  - おやしお TSS-3608（旧おやしお型潜水艦 SS-590）2015年種別変更、2023年除籍
  - みちしお TSS-3609（旧おやしお型潜水艦 SS-591）2017年種別変更、2025年除籍
  - まきしお TSS-3610（旧おやしお型潜水艦 SS-593）2023年種別変更
  - いそしお TSS-3611（旧おやしお型潜水艦 SS-594）2025年種別変更

### フランス海軍
- ジャンヌ・ダルク、退役

### ドイツ海軍
- ドイッチュラント、（西ドイツ海軍）退役
- ヴィルヘルム・ピーク（ドイツ語版）、（東ドイツ海軍）退役

### ソ連・ロシア海軍
- スモールヌイ級練習艦
  - スモールヌイ、カシャン、プレコプ
- ウーグラ型練習艦
  - ボロディノ、ガングート
- ウォドニク級練習艦（ポーランド語版、ドイツ語版）
  - ルーガ、オーカ

### 中国人民解放軍海軍
- 鄭和

### インド海軍
- ティール
- クリシュナ

### メキシコ海軍
- クアウテモック（英語版）

### ポーランド海軍
- ウォドニク級練習艦（ポーランド語版、ドイツ語版）
  - ウォドニク

### ブラジル海軍
- ブラジル（ポルトガル語版、英語版）

### アルジェリア海軍
- スーマム